# Callostylis
Callostylis là một chi thực vật có hoa trong họ Lan.